# Rapsodi
En rapsodi är en form av musikstycke som består av flera sammanhängande, men sinsemellan obesläktade delar eller teman, och i praktiken samma sak som ett medley. De skrivs ofta genom att tonsättaren sammanfogar en mängd redan befintliga melodier med hjälp av musikaliska övergångar.
Formen var bland annat populär som en form av lättare orkesterstycke under romantiken, och finns i dag ofta i form av ouvertyrer.

## Kända rapsodier
- Rhapsody in Blue av George Gershwin
- Bohemian Rhapsody av Queen
- Midsommarvaka av Hugo Alfvén
- Ungersk rapsodi av Franz Liszt
- Rapsodi för saxofon och orkester av Claude Debussy